# High Times (rivista)

Copertina di Hightimes dedicata alla 18ª Cannabis Cup

High Times è una rivista fondata da Tom Forcade, pubblicata negli Stati Uniti dal 1974 e distribuita in tutto il mondo. La pubblicazione ha il fine primo di promuovere la legalizzazione della cannabis e dei suoi derivati.
Fu originariamente venduta come allegato alla rivista Playboy e dopo qualche anno ebbe una distribuzione indipendente. Vi hanno scritto Charles Bukowski, William Burroughs, Andy Warhol e Truman Capote.
Ogni anno sponsorizza in Olanda la “Cannabis Cup”, giunta alla diciannovesima edizione e che annovera migliaia di visitatori ogni anno. Nella suddetta si presentano le nuove varietà di canapa e si giudicano le migliori.

## Copertine
Molte celebrità sono apparse durante questi anni sulla copertina della rivista o sono state da essa intervistate, tra le quali: Mick Jagger, Bob Marley, Ozzy Osbourne, Snoop Dogg, Busta Rhymes, Jenna Jameson, Sean Paul, Robert Crumb, Willie Nelson, Woody Harrelson, Jay & Silent Bob, B-Real dei Cypress Hill, Ice Cube, Bob Dylan, Metallica e Arnold Schwarzenegger.